# Steve Daines
Steven David Daines (Van Nuys (California), 20 de agosto de 1962) es un político estadounidense. Actualmente representada al estado de Montana en el Senado de ese país. Está afiliado al Partido Republicano. Representó al Distrito congresional at-large de Montana en la Cámara de Representantes de los Estados Unidos de 2013 a 2015. En las elecciones de 2014, derrotó a la demócrata Amanda Curtis y el 3 de enero de 2015 se convirtió en senador.
Actualmente se postula por reelección contra el gobernador de Montana, Steve Bullock.